# Ola By Rise
Ola By Rise, né le 14 novembre 1960 à Trondheim (Norvège), est un footballeur norvégien, qui évoluait au poste de gardien de but au Rosenborg BK et en équipe de Norvège.

## Clubs
- 1977-1995 : Rosenborg BK

## Palmarès

### En équipe nationale
- 25 sélections et 0 but avec l'équipe de Norvège entre 1984 et 1994.
- Participation à la coupe du monde 1994.

### Avec Rosenborg BK
- Vainqueur du Championnat de Norvège de football en 1985, 1988, 1990, 1992, 1993, 1994 et 1995.
- Vainqueur de la Coupe de Norvège de football en 1988, 1990, 1992 et 1995.